# 赤勒古台
赤勒古台（蒙古语：Čilgütei）是13世纪初蒙古帝国的千户长之一，出身于速勒都思氏，《元朝秘史》等汉文史料中记作出儿格台、出勒古台、赤勒古台。
赤勒古台所属的速勒都思氏，在蒙古部中属于弱小氏族，12世纪末时隶属于势力强大的泰赤乌氏作为属民。据记载，赤勒古台与塔孩、泰亦赤兀歹等人不看好泰赤乌氏，转而加入乞颜部孛儿只斤氏的铁木真势力。赤勒古台、忽必来、合儿孩·脱忽剌与铁木真之弟拙赤合撒儿一同被任命为怯薛（亲卫队）中的“伊勒都赤”（持刀护卫），并受命执行“遇凶暴者断其项，遇骄纵者刺其胸”之责。1206年，成吉思汗完成蒙古高原统一、建立大蒙古国后，赤勒古台被封为千户长，在《元朝秘史》的功臣表中位列第14位。
此后其生平事迹不详。